# Hypargos
A Hypargos  a madarak osztályának verébalakúak (Passeriformes) rendjébe és a díszpintyfélék (Estrildidae) családjába tartozó nem.

## Rendszerezésük
A nemet Heinrich Gottlieb Ludwig Reichenbach német botanikus és ornitológus írta le 1862-ben, az alábbi 2 faj tartozik ide:
- piros pettyesasztrild (Hypargos niveoguttatus)
- gyöngyös asztrild (Hypargos margaritatus)

## Előfordulásuk
Afrika déli részén honosak. Természetes élőhelyeik szubtrópusi és trópusi szavannák és cserjések.

## Megjelenésük
Testhosszuk 12–13,5 centiméter közötti.

## Életmódjuk
Fűmagvakkal és kisebb rovarokkal táplálkoznak.